# Tryptyk Braque
Tryptyk Braque, Tryptyk rodziny Brague, Ołtarz Braque (niderl. Braque-triptiek) – dzieło niderlandzkiego malarza Rogiera van der Weydena.

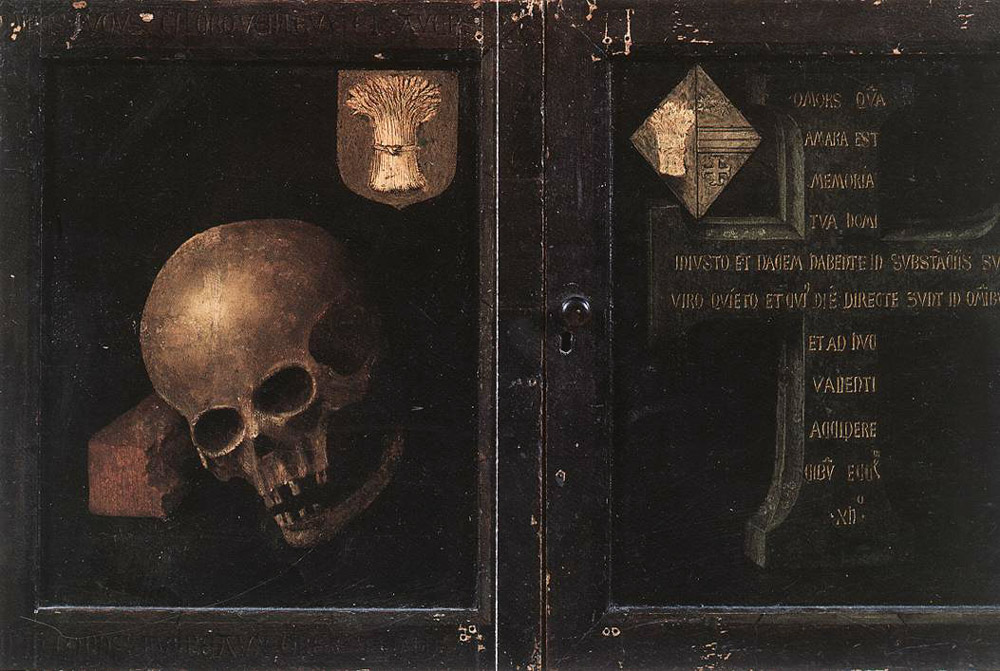
Rewers tryptyku

## Opis i interpretacja
Tryptyk ukazuje półfiguralne wizerunki Chrystusa, Marii i Jana Ewangelisty w środkowej kwaterze oraz Jana Chrzciciela i Marię Magdalenę na skrzydłach. Był prawdopodobnie kommemoratywnym ołtarzem zamówionym po śmierci doradcy księcia burgundzkiego, Jeana Braqie'a w 1452 roku, przez jego żonę Catharinę van Brabant. Wysuwano hipotezę, iż tryptyk był wotywnym ołtarzem zamówionym przez samego Jeana. Data jego powstania wskazywałaby na lata między 1448/1449 (przypuszczalna data ślubu) a 1452 (przed śmiercią). Jednakże dokładne badania rewersu tryptyku skłaniają przesunięcie daty na lata 1452-1453 i zmianę jego przeznaczenia na dzieło upamiętniające. Na rewersie znajdują się symbole wanitatywne: czaszka oparta na cegle (aluzja do nazwiska: fr. brique znaczy cegła) oraz krzyż z napisem pochodzącym z księgi deuterokanonicznej Mądrość Syracha: O, śmierci, jakże przykra jest pamięć o tobie dla człowieka żyjącego spokojnie wśród swoich bogactw; dla męża, który jest beztroski i ma we wszystkim powodzenie i który może jeszcze smakować przyjemności. (Syr 41:1). O przeznaczeniu tryptyku może również wskazywać napis widniejący nad głową Chrystusa: Ego sum panis vivus qui de caelo descendit (Jam jest chleb żywy, który zstępuje z nieba); słowa wypowiadane w liturgii mszy za zmarłych.              
Za kommemoratywny charakter przemawia również układ kompozycyjny ołtarza. Weyden tworzy taką formułę obrazu by odbiorca (tu żona, wdowa po Jeanie) miał możliwość obmawiać codzienną modlitwę intencyjną za dusze czyśćcowe, kierując je jednocześnie do Boga jak i jego świętych pośredników. Na środkowej tablicy znajduje się grupa deesisa złożona z Jana Ewangelisty, Matki Bożej i Chrystusa jako Salvator Mundi. Na skrzydłach bocznych, jest wizerunek Marii Magdaleny (na prawym skrzydle) trzymającą flakon ze świętym olejkiem i Jana Chrzciciela (na lewym skrzydle) z otwartą księgą. Wybór takich, a nie innych postaci mogło być aluzją do stałej trójcy opłakującą śmierć Chrystusa przez co funkcja obrazu zyskuje dodatkowe znaczenie: pośmiertnego upamiętnienia zmarłego i odniesienie do Ofiary Eucharystycznej. Jan Chrzciciel symbolizuje sakrament chrztu, Maria Magdalena sakrament pokuty, a postać Chrystusa sakrament eucharystii. Ich sakramentalne znaczenie podkreślone jest słowami umieszczonymi nad głowami świętych. Nad Janem Chrzcicielem znajdują się słowa:Oto Baranek Boży, który gładzi grzechy świata (J 1,29), nad Marią Magdaleną: Maria zaś wzięła funt drogocennego olejku narodowego i namaściła Jezusowi nogi (J 12,3); nad Marią Wielbi dusza moja Pana i raduje się duch mój w Bogu, moim Zbawcy (Łk. 1,46-47); nad Janem Ewangelistą Słowo ciałem się stało i zamieszkało między nami (J 1,14).  
Weyden dla podkreślenia funkcji obrazu i roli Zbawiciela, w symetryczny sposób rozmieszcza figury wokół niego. Zwrócone one są ku postaci Chrystusa przez co automatycznie kierują na niego również uwagę widza. Za postaciami rozciąga się we wszystkich kwaterach wspólny krajobraz.

## Proweniencja
Przez pierwsze stulecie ołtarz znajdował się w kolekcjach żony Jehan Braque, Cathariny van Brabant, a następnie rodziny jej brata. Przed rokiem 1586 ołtarz znajdował się u Jehana Villaina. W kolejnych stuleciach dzieło znajdowało się w kolekcjach Jérôme de Brabant, Mr. Evansa, Marquess of Westminster, Lady Theodory Guest. W 1913 roku obraz został zakupiony przez muzeum Luwr za kwotę ok. 130 tys. dolarów z kolekcji Duke of Westminster.